# Alexandra David-Néel

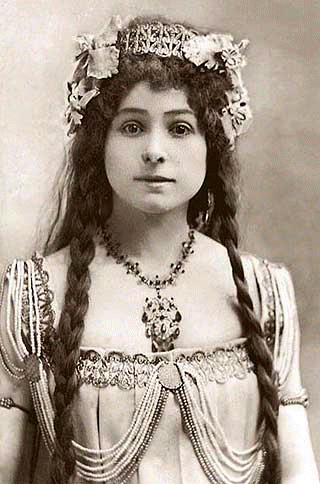
Alexandra David-Néel als tiener

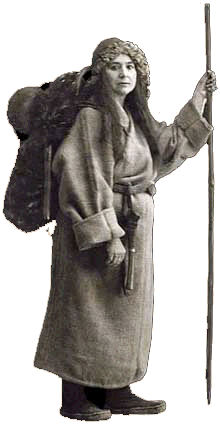
Alexandra David-Néel in Lhasa in 1924

Alexandra David-Néel, geboren als Louise Eugénie Alexandrine Marie David (Saint-Mandé (Val-de-Marne), 24 oktober 1868 – Digne-les-Bains (Alpes-de-Haute-Provence), 8 september 1969) was een Belgisch ontdekkingsreiziger, boeddhist, feminist en schrijfster.

## Jeugd
Ze werd geboren in Frankrijk als kind van Louis David, een Franse, protestantse activist, en Alexandrine Borghmans, een Belgische, katholiek en afkomstig van Oostende. Ze groeide grotendeels in Brussel op. Ze studeerde zang aan het Koninklijk Conservatorium in Brussel. Daarna leerde ze Sanskriet aan het Collège de France. Op jonge leeftijd werd ze lid van de Theosofische Vereniging, waar haar interesse voor het Oosten werd aangewakkerd.

## Reizen
Door een erfenis kon ze als drieëntwintigjarige een eerste reis naar India maken. Op 4 augustus 1904 huwde ze Philippe Néel (1861-1941) die als ingenieur werkte voor de spoorwegen. In 1911 kwam ze met haar man overeen een studiereis van 18 maanden door India te maken, die echter 14 jaar duurde.
Ze geniet bekendheid door haar bezoek in 1924 aan de (voor buitenlanders) verboden stad Lhasa, hoofdstad van Tibet. Terwijl buitenlanders in het Tibet van die jaren niet welkom waren, verbleef Alexandra in het geheim in een stenen hut net buiten Lhasa. Daar was ze in gezelschap van een jonge lama die ze als haar zoon beschouwde. Na enige tijd werd haar geheime verblijfplaats ontdekt en moest ze Tibet verlaten.
Ze schreef meer dan dertig boeken over oosterse religies, filosofie en haar vele reizen. Haar inzichten beïnvloedden de beatschrijvers Jack Kerouac en Allen Ginsberg, alsook de filosoof Alan Watts. Tot aan zijn dood in 1941 onderhield ze ook een correspondentie met haar voormalige echtgenoot.
Met de opbrengst van haar boeken kocht ze in 1928 een villa in de Alpes-Maritimes in Frankrijk, die ze Samten Dzong doopte. Alexandra David-Néel overleed op honderdjarige leeftijd.